# Síh malý
Síh malý (Coregonus albula (Linneus, 1758)) je sladkovodní ryba z čeledi lososovitých, která patří k velkému rodu síhů. Na první pohled připomíná spíše sledě, zejména zbarvením. Přítomnost tukové ploutvičky však dokazuje, že je to ryba lososovitá. Charakteristickým rozlišovacím znakem od ostatních rodů lososovitých jsou poměrně velké šupiny.
Síh malý k nám byl dovezen v roce 1950 z Polska a byl vysazen v různých údolních nádržích. Jeho tělo je štíhlé, hřbet zelený nebo zelenomodrý, boky stříbřité. Horní čelist je větší než dolní. Hřbetní ploutev je opatřena 3–4 tvrdými a 10–13 měkkými paprsky.
Obývá hluboká, čistá jezera bohatá na kyslík, s tvrdým dnem. Žije v hejnech, v létě ve větších hloubkách. Vytírá se na podzim, nejčastěji v říjnu nebo v listopadu rovněž ve větších hloubkách za teploty 6–8 °C. Samice vypouští 20 000 – 70 000 jiker, plůdek se líhne koncem února nebo v březnu. Živí se výhradně planktonem. Dosahuje věku 5–7 let, dorůstá 30 cm a 0,3 kg. Pohlavně dospívá ve druhém až třetím roce.